# The X Factor (Australien)
The X Factor ist eine australische Musik-Castingshow von Simon Cowell. Sie ist die australische Version der gleichnamigen britischen Castingshow, die bereits seit 2004 auf dem dortigen Sender ITV ausgestrahlt wird. Die Show startete am 6. Februar 2005 auf Network Ten. Der Moderator der ersten Staffel war der Schauspieler Daniel MacPherson. Nach der ersten Staffel gab es eine fünfjährige Pause. Ab der zweiten Staffel wird die Show von Seven Network ausgestrahlt und moderiert von Luke Jacobz.
Als Teil des X-Factor-Franchise hat das Format der Show zahlreiche Unterschiede zu seinen Konkurrenten, darunter auch American Idol. Beim Wettbewerb können sowohl Solo-Künstler als auch Gruppen ohne obere Altersgrenze auftreten. Jedes Jurymitglied betreut eine von vier Kategorien, Mädchen zwischen 12 und 30, Jungen zwischen 12 und 30, Personen über 30 oder Gruppen (von denen einige erst nach der Castingphases aus abgelehnten Solo-Künstlern gebildet werden). Während der Liveshows fungieren die Jurymitglieder als Mentoren für ihre Kategorie, helfen den Kandidaten bei der Songauswahl, beim Styling und bei der Inszenierung der Performance, während sie die Kandidaten aus den anderen Kategorien beurteilen.

## Ablauf
Inhalt der Castingshow ist es, ein Gesangstalent zu entdecken, dessen Begabung vom veranstaltenden Fernsehsender als „X Factor“ bezeichnet wird. 
Der Gewinner erhält einen Vertrag bei der Plattenfirma Sony Music Australia. Eine Staffel erstreckt sich über fünf Phasen, das „Vorsingen vor den Produzenten“, dann das „Vorsingen vor der Jury“, danach das „Bootcamp“, darauf das „Juryhaus“ und zum Schluss kommen die „Liveshows“. 
Die Bewerber wurden in der ersten Staffel in die drei Kategorien, Personen zwischen 16 und 24, Personen über 30 und Gruppen/Duos. In den Staffel zwei bis vier wurden die Kandidaten in vier Kategorien, Mädchen zwischen 12 und 30, Jungen zwischen 12 und 30, Personen über 30 und Gruppen/Duos, eingeteilt. Ab der vierten Staffel wurde das Mindestalter von 16 auf 14 Jahre gesenkt. Jedes Jurymitglied übernimmt ab der dritten Phase eine der vier Kategorien als Mentor der Kandidaten bis zum Ende der Staffel. In der ersten Phase müssen alle Kandidaten auf einer Bühne vor Publikum und Jury singen. Die Anzahl der Weitergekommenen wird in der gemeinsamen Bootcamp-Phase nochmals reduziert. Als dritte Phase schließt sich das Juryhaus an, in dem jeder Mentor seine besten acht Bewerber auswählt, mit denen er in den anschließenden Liveshows gegen die anderen Teilnehmer und Mentoren antritt. Die verbliebenen Teilnehmer singen in den Liveshows Lieder, die zumeist vom Mentor ausgewählt wurden. In den Liveshows müssen jeweils die beiden Kandidaten mit den wenigsten Zuschauerstimmen ein selbst gewähltes Lied in einem so genannten „Final Showdown“ (zu deutsch: finaler Kampf) vortragen. Die Jury entscheidet mit einfacher Mehrheit, welcher der beiden ausscheidet. Unter den besten drei Teilnehmern bestimmen dann nur noch die Zuschauer über das Weiterkommen und über den Sieger.

## Mitwirkende

### Jury
Die Jury der jeweiligen Staffel bestand aus den folgenden Mitgliedern:
| Staffel | Juroren       | Juroren                  | Juroren       | Juroren         |
| ------- | ------------- | ------------------------ | ------------- | --------------- |
| 1       | Mark Holden   | Kate Ceberano            | John Reid     |                 |
| 2       | Ronan Keating | Natalie Imbruglia        | Guy Sebastian | Kyle Sandilands |
| 3       | Ronan Keating | Natalie Bassingthwaighte | Guy Sebastian | Melanie B       |
| 4       | Ronan Keating | Natalie Bassingthwaighte | Guy Sebastian | Melanie B       |
| 5       | Ronan Keating | Natalie Bassingthwaighte | Redfoo        | Dannii Minogue  |
| 6       | Ronan Keating | Natalie Bassingthwaighte | Redfoo        | Dannii Minogue  |
| 7       | Guy Sebastian | James Blunt              | Chris Isaak   | Dannii Minogue  |
| 8       | Guy Sebastian | Iggy Azalea              | Mel B         | Adam Lambert    |

### Moderation

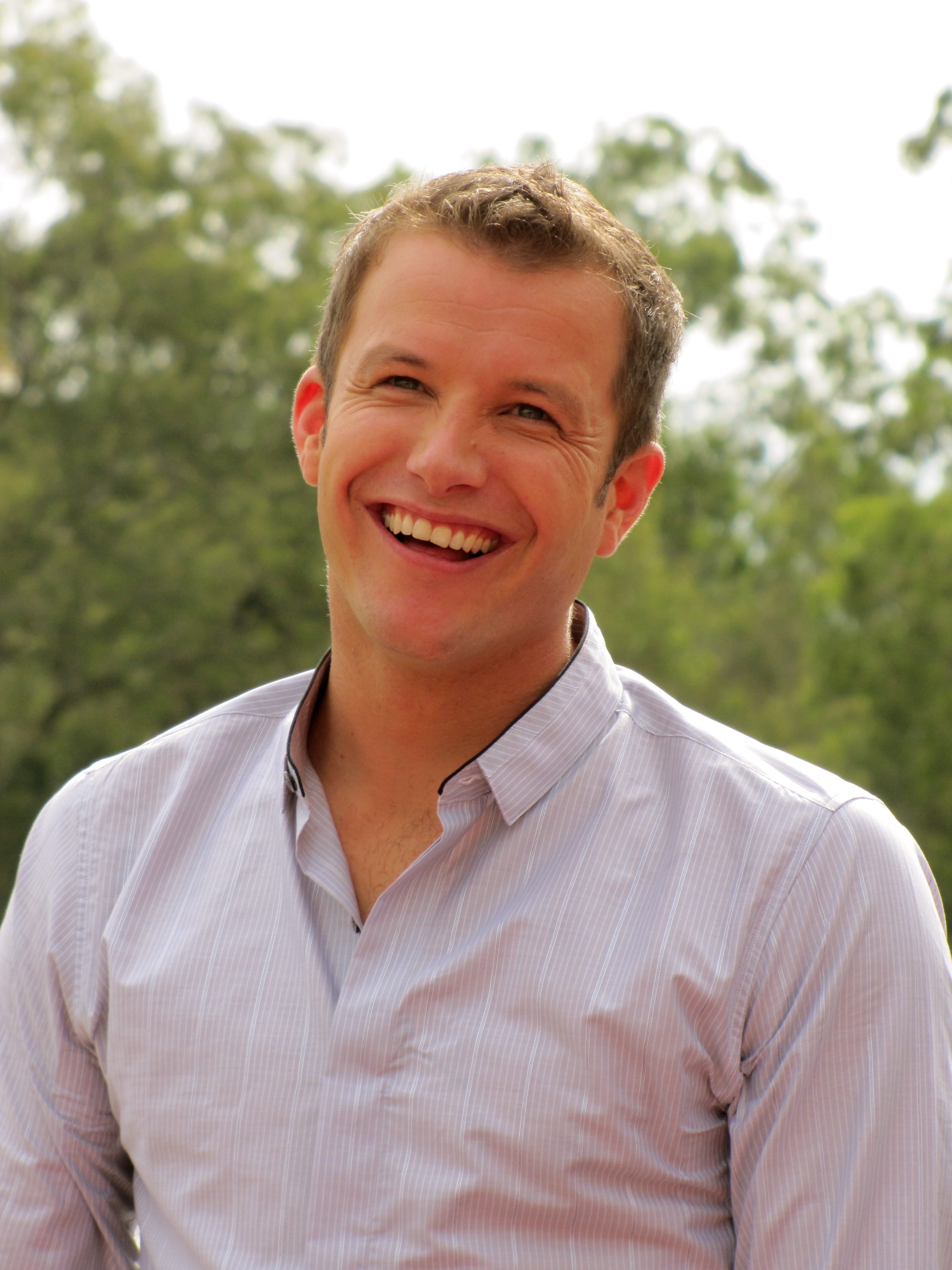
Luke Jacobz, Moderator seit Staffel 2

| Staffel | Moderatoren      | Backstagemoderator             |
| ------- | ---------------- | ------------------------------ |
| 1       | Daniel McPherson | Chloe Maxwell                  |
| 2       | Luke Jacobz      | Matthew Newton Natalie Garonzi |
| 3       | Luke Jacobz      |                                |
| 4       | Luke Jacobz      | Johnny Ruffo                   |
| 5       | Luke Jacobz      |                                |
| 6       | Luke Jacobz      |                                |
| 7       | Luke Jacobz      |                                |
| 8       | Jason Dundas     |                                |

## Überblick über alle Staffeln
| Staffel | Anzahl an Ausgaben | Ausstrahlung       | Ausstrahlung      | Platzierungen    | Platzierungen    | Platzierungen  |
| ------- | ------------------ | ------------------ | ----------------- | ---------------- | ---------------- | -------------- |
| Staffel | Anzahl an Ausgaben | Staffelpremiere    | Staffelfinale     | Erster           | Zweiter          | Dritter        |
| 1       | 13                 | 6. Februar 2005    | 15. Mai 2005      | Random           | Russell Gooley   | Vince Harder   |
| 2       | 28                 | 30. August 2010    | 22. November 2010 | Altiyan Childs   | Sally Chatfield  | Andrew Lawson  |
| 3       | 32                 | 29. August 2011    | 22. November 2011 | Reece Mastin     | Andrew Wishart   | Johnny Ruffo   |
| 4       | 33                 | 20. August 2012    | 20. November 2012 | Samantha Jade    | Jason Owen       | The Collective |
| 5       | 32                 | 29. Juli 2013      | 28. Oktober 2013  | Dami Im          | Taylor Henderson | Jai Waetford   |
| 6       | 34                 | 13. Juli 2014      | 20. Oktober 2014  | Marlisa Punzalan | Dean Ray         | Brothers3      |
| 7       | 28                 | 13. September 2015 | 24. November 2015 | Cyrus Villanueva | Louise Adams     | Jess & Matt    |
| 8       | 19                 | 3. Oktober 2016    | 21. November 2016 | Isaiah Firebrace | Davie Woder      | Vlado          |